# Aprendizaje memorístico
Aprendizaje memorístico es un método de estudio que se centra en la repetición y la memorización de información sin un entendimiento profundo de su significado. Este enfoque se utiliza comúnmente para recordar datos, fechas, fórmulas y otros contenidos específicos, pero puede resultar limitado, ya que no fomenta una comprensión crítica o la aplicación práctica de lo aprendido..
```
Aunque la memorización puede ser útil en ciertas situaciones, como en exámenes que requieren recordar hechos concretos, es más efectivo combinarla con estrategias que promuevan la comprensión y el análisis de la información. Esto incluye el uso de ejemplos, la elaboración de conexiones entre conceptos y la práctica activa.
```

Características del Aprendizaje Memorístico
Repetición: Se basa en la repetición constante de la información para retenerla en la memoria. Esto puede incluir leer en voz alta, escribir varias veces o usar tarjetas de memoria.
Superficialidad: Tiende a enfocarse en la memorización de datos específicos sin una comprensión profunda del contexto o de cómo se relacionan con otros conceptos.
Corto Plazo: A menudo, la información aprendida de esta manera puede ser olvidada rápidamente una vez que no se necesita, ya que no se asocia con un entendimiento más profundo.
Ventajas
Rápida Retención: Permite a los estudiantes recordar datos específicos de forma rápida, lo que puede ser útil en situaciones como exámenes.
Eficaz para Datos Simples: Es útil para memorizar información básica, como vocabulario, fechas importantes o fórmulas matemáticas.
Fácil de Implementar: No requiere técnicas complejas, lo que puede hacer que sea accesible para muchos estudiantes.
Desventajas
Falta de Comprensión: No fomenta la comprensión crítica, lo que puede llevar a dificultades cuando se necesita aplicar la información en contextos diferentes.
Olvido Rápido: La información memorizada a menudo se olvida rápidamente si no se revisa o se relaciona con otros conocimientos.
Estancamiento del Aprendizaje: Puede crear una dependencia de técnicas memorísticas, lo que limita el desarrollo de habilidades de pensamiento crítico y resolución de problemas.
Estrategias Complementarias
Para mejorar el aprendizaje, es útil combinar la memorización con otras técnicas, como:
Mapas Mentales: Ayudan a visualizar relaciones entre conceptos.
Aprendizaje Activo: Involucrarse en discusiones, enseñar a otros o aplicar conceptos en problemas prácticos.
Conexiones Contextuales: Relacionar la nueva información con experiencias previas o conocimientos existentes.
Técnicas de Elaboración: Explicar la información en tus propias palabras o crear historias que incluyan los datos a recordar.
Conclusión
El aprendizaje memorístico puede ser una herramienta útil en ciertas circunstancias, pero para un aprendizaje más profundo y duradero, es esencial combinarlo con métodos que fomenten la comprensión y la aplicación del conocimiento. Al hacerlo, los estudiantes pueden desarrollar un aprendizaje más holístico y efectivo.